# Institut Universitari de Restauració del Patrimoni
L'Institut Universitari de Restauració del Patrimoni és una Institut Universitari d'Investigació de la Universitat Politècnica de València l'activitat de la qual es desenvolupa al voltant de la conservació i restauració del patrimoni arquitectònic, historic i artístic així com la formació relativa als oficis de la restauració. Té l'estatut d'Estructura No Convencional d'Investigació (ENCI).
Per al patrimoni pictòric i escultòric té tallers de restauració de pintura mural, pintura de cavallet i retaules, de materials escultòrics, mobiliari, d'estudi de restes arqueològics i de documentació. Per al patrimoni arquitectònic actua entre d'altres en la investigació i la restauració de l'arquitectura monumental i històrica, el paisatge i el patrimoni rural, l'anàlisi urbana, l'enginyeria aplicada i la promoció del patrimoni, el desenvolupament d'espais museístics. Aprofita la presència i el saber fer d'altres instituts al mateix campus per a desenvolupar tecnologies innovadores i no invasores.
Unes realitzacions destacades
- Restauració de l'interior de l'església de Sant Nicolau, on es va aplicar una tècnica de neteja de pintures murals amb bacteris, desenvolupat en col·laboració amb el Centre Avançat de Microbiologia d'Aliments (Cama) de la mateixa universitat.[2][3]
- Un nou mètode de catalogació de ceràmica arqueològica mitjançant ultrasons, junts amb el Grup de Tractament de Senyal (GTS) de l'Institut de Telecomunicacions i Aplicacions Multimèdia.[4]
- La restauració dels «ninots indultats» del Museu de l'Artista Faller.[5][6]
- La restauració de construccions de tàpia (terra argilosa).[7][8]

- Cromatògraf de líquids
- Unitat de rajos X per visualitzar i examinar l'estructura interna
- Escàner 3D d'alta resolució per grans volums